# Wilczkowice nad Szosą
Wilczkowice nad Szosą – wieś w Polsce położona w województwie łódzkim, w powiecie łęczyckim, w gminie Łęczyca.
W latach 1975–1998 miejscowość administracyjnie należała do województwa płockiego.
Przez miejscowość przebiega droga wojewódzka nr 703.
Inne miejscowości o nazwie Wilczkowice: Wilczkowice, Wilczkowice Dolne, Wilczkowice Górne, Wilczkowice Średnie